# 祥和街道 (丽江市)
祥和街道是中国云南省丽江市古城区下辖的一个街道，位于大研街道以南，南面是玉龙新县城。

## 行政区划
祥和街道下辖6个社区居委会：：
义和社区、八河社区、祥云社区、顺和社区、太和社区、彩云社区。

## 文物保护单位
| 靴顶寺     | 1988 | 古建筑 | 清同治十二年（1873年） | 古城区祥和街道祥云社区彩云街庆云段 |  |
| 玉龙锁脉寺 | 1988 | 古建筑 | 清                     | 古城区祥和街道八河社区             |  |